# Perithreticus bishoppi
Perithreticus bishoppi is een muggensoort uit de familie van de glansmuggen (Psychodidae). De wetenschappelijke naam van de soort is voor het eerst geldig gepubliceerd in 1936 door Del Rosario.